# 吴玉莲
吴玉莲（1967年7月—），广东遂溪人，汉族，中华人民共和国政治人物，中国致公党党员，第十三届全国人民代表大会广东地区代表。
2018年2月24日，当选为第十三届全国人大代表。